# カダパ県

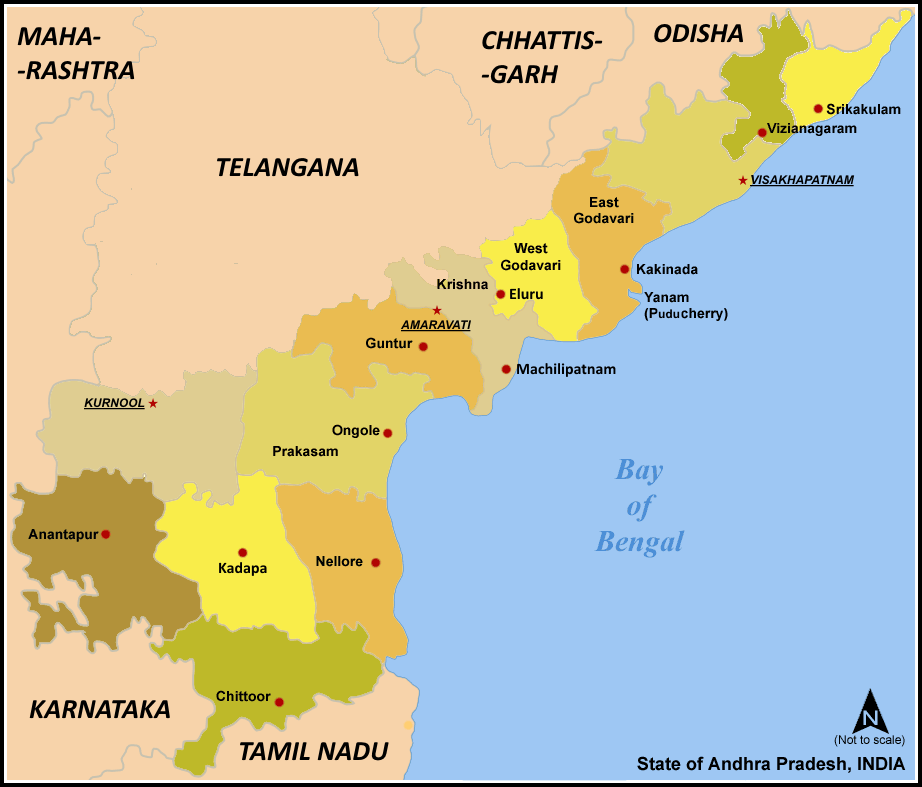
アーンドラ・プラデーシュ州の県区分。本県は最南部。

カダパ県（テルグ語 కడప ;  Kadapa district）は、インド南部のアーンドラ・プラデーシュ州に属する県の一つ。県庁所在地はカダパ。重晶石の産地として有名である。

## 概要
2001年の国勢調査では、面積1万5359平方キロメートル、人口260万1797人である。
アーンドラ・プラデーシュ州の南部に位置する。
北東はプラカーシャム県、北西はカルヌール県、西はアナンタプラム県、南はチットゥール県、東はネッルール県に接する。

## 歴史
イギリス領インド帝国マドラス管区時代から存在する。1947年のインド独立と同時に成立したマドラス州に所属後、1953年のアーンドラ・プラデーシュ州の分離独立とともに、同州に帰属した。

## 言語
住民の主な日用言語は、テルグ語とタミル語である。

## 行政区分
政令指定都市は、カダパ市が設置されている。